# Neuroipofisi
La neuroipofisi, o ipofisi posteriore, corrisponde alla porzione posteriore della ghiandola pituitaria (alloggiata nella sella turcica e per questo separata dal resto della cavità cranica).
La neuroipofisi, sebbene compresa nell'ipofisi insieme all'adenoipofisi, o ipofisi anteriore, è spesso indicata come appendice del sistema nervoso centrale più che una vera e propria ghiandola, poiché si compone in prevalenza di assoni provenienti dai nuclei sovraottico e paraventricolare, appartenenti all'ipotalamo.
La funzione principale della neuroipofisi è quella di rilasciare nel torrente circolatorio l'ormone antidiuretico (ADH o vasopressina o adiuretina) e l'ossitocina, sintetizzati dall'ipotalamo. In questo la neuroipofisi si differenzia dall'adenoipofisi, che è caratterizzata dalla produzione  e secrezione autonoma di diversi ormoni.

## Anatomia
La neuroipofisi è costituita da proiezione di assoni neuronali che si estendono dal nucleo sopraottico fino ai nuclei paraventricolari dell'ipotalamo. Gli assoni rilasciano ormoni peptidici nel torrente capillare. In aggiunta la neuroipofisi contiene pituiciti, cellule gliali assomiglianti ad astrociti.
La suddivisione della neuroipofisi cambia spesso da fonte a fonte, ma generalmente è accettata la suddivisione in tre zone anatomiche:
- Parte nervosa che è il lobo posteriore della neuroipofisi, sede di immagazzinamento dell'ossitocina e della vasopressina.
- Peduncolo infundibolare
- Eminenza mediana